# Mont-devant-Sassey
Mont-devant-Sassey è un comune francese di 116 abitanti situato nel dipartimento della Mosa nella regione del Grand Est.

## Società

### Evoluzione demografica
Abitanti censiti